# Anton Joseph Stein
Anton Joseph Stein (* 24. April 1759 in Bladen in Oberschlesien; † 4. Oktober 1844 in Wien) war ein österreichischer Pädagoge und Philologe.

## Leben
Anton Joseph Stein stammte aus ärmlichen Verhältnissen und war der Sohn eines Kanzleibeamten. Im Alter von 14 Jahren kam er 1773 in das Franziskaner-Gymnasium in Leobschütz und studierte anschließend Philosophie in Breslau. Während des Studiums beschloss er, nach Rom zu reisen, ließ sich jedoch davon überzeugen, sein Studium in Wien fortzusetzen, worauf er dort italienische Sprachstudien betrieb und dazu noch Französisch, Englisch, Spanisch und Altgriechisch erlernte, sowie in anderen Wissenszweigen wie der Literatur, studierte. Er machte dort die Bekanntschaft mit den Hofräten Karl Anton von Martini und Joseph von Sonnenfels. Zu seinem Lebensunterhalt erteilte er Privatunterricht und kam als Lehrer 1781 zu den jungen Grafen von Leopold und Joseph Daun, Enkel des Feldmarschalls Leopold Joseph von Daun, auf Schloss Ensegg in Oberösterreich; dort lebte er bis 1784.
1785 bewarb er sich um das Lehramt der Poetik am Akademischen Gymnasium in Wien und wurde mit Hilfe des Hofrats Johann Melchior Birkenstock bald darauf zum Professor ernannt. Als 1802 das Gymnasium an die Piaristen übergeben wurde, wechselte Anton Joseph Stein an das Gymnasium zu St. Anna, wurde 1804 aber unerwartet, als Nachfolger von Franz Karl Alters als Ordinarius für klassische Literatur an die philosophische Fakultät der Universität Wien berufen, an der er als Professor der klassischen Literatur bis 1825 lehrte. Auf eigenen Antrag wurde er 1825 unter Verleihung des Titels eines Kaiserlichen Rates durch Kaiser Franz I. in den Ruhestand versetzt. In den Sommern lebte er überwiegend in Baden in Niederösterreich.
Im Alter von 84 Jahren entschloss er sich, seine deutschen, lateinischen und griechischen Gedichte herauszugeben.
Seine Schüler waren u. a. Anton Alexander Graf Auersperg, Johann Ludwig Deinhardstein, Johann Gabriel Seidl, Ludwig Halirsch, Friedrich Halm, Eduard von Badenfeld (1800–1860), Franz Grillparzer, Eduard von Bauernfeld, Nikolaus Lenau und Johann Nepomuk Nestroy, die er in lateinischer und vor allem griechischer Sprache und Literatur unterrichtete.
Anton Joseph Stein war auch mit Ludwig van Beethoven bekannt. Zu den kleineren und kleinsten Werken Beethovens, von denen zwei Fassungen vorliegen, gehört das 1819 zur Vermählung der Nanni Giannatasio del Rio (1792–1868) mit dem Rat Leopold von Schmerling (1780–?), einem Bruder von Joseph von Schmerling, komponierte Hochzeitslied, den Text hierzu schrieb Anton Joseph Stein.

## Persönlichkeit
Anton Joseph Stein war ein Original, dem es an derben und witzigen Einfällen niemals fehlte. Als einer seiner Studenten nach abgelegter schlechter Prüfung davonrannte und die Tür heftig zuschlug, rief er ihm nach: „Dem ist der Stein zu hart, drum will er den Zorn an Holz auslassen.“ Als ein anderes Mal ein Student namens Fischer, bei seiner Prüfung dieselbe schlecht bestanden hatte, und Stein, der Anton hieß, viel nachzuhelfen und zu fragen hatte, rief dieser aus: „Ich bin wie der heilige Antonius, der den Fischen predigen muß.“ An Ciceros Geburtstage, dem 3. Januar, pflegte Anton Joseph Stein schwarz gekleidet, einen Blumenstrauß in der Hand, ins Kollegium zu kommen. Als Poet besaß er Schwung und namentlich als Epigrammatiker beißenden Witz. Als wahres Muster eines vernichtenden Epigramms kann z. B. das folgende „Medaillon“ überschriebene gelten: „Alastor sieht mit stolzer Lust | Sein Bild an Lais’ feiler Brust | Fürwahr noch hing ein größ’rer Wicht | An einem schön’ren Galgen nicht.“ Seine Epigramme auf Professor Ignaz Liebel  möchten diesem nicht eben zu großes Vergnügen bereitet haben; so lautet denn das eine: „Lipp lehrt es euch, wenn ihr’s nicht wißt | Was ‚eddel‘, ‚schehn‘ und ‚höslich‘ ist“.
Schließlich sei hier einer kleinen Notiz Franz Gräffers gedacht, welche wörtlich lautet: „Professor Stein Anton, der Philolog, vor ein paar Jahren verstorben, ungealtert, obschon stark über die 80, steinalt und steinreich; viele, viele Jahre bei einer starken Pension gut gewirthschaftet; und steinreich auch an wirklichen Steinen. Er gab sich der hübschen Passion hin, die nächstbesten kleinen Straßensteine dunkelgrau zu bemalen, daß sie aussahen wie Gemmen. Welcher feine archäologische Gedanke! Stein’s novantike Steine, wo mögen sie sein? Doch nicht da, wohin er alle Tabakraucher gewünscht: beim Teufel?“
Ein Freund Anton Steins war der Epigrammdichter Johann Möser (1767–?), mit dem er noch, bereits ein Achtziger, jeden Sonntag den Kahlenberg zu besteigen pflegte.

## Ehrungen

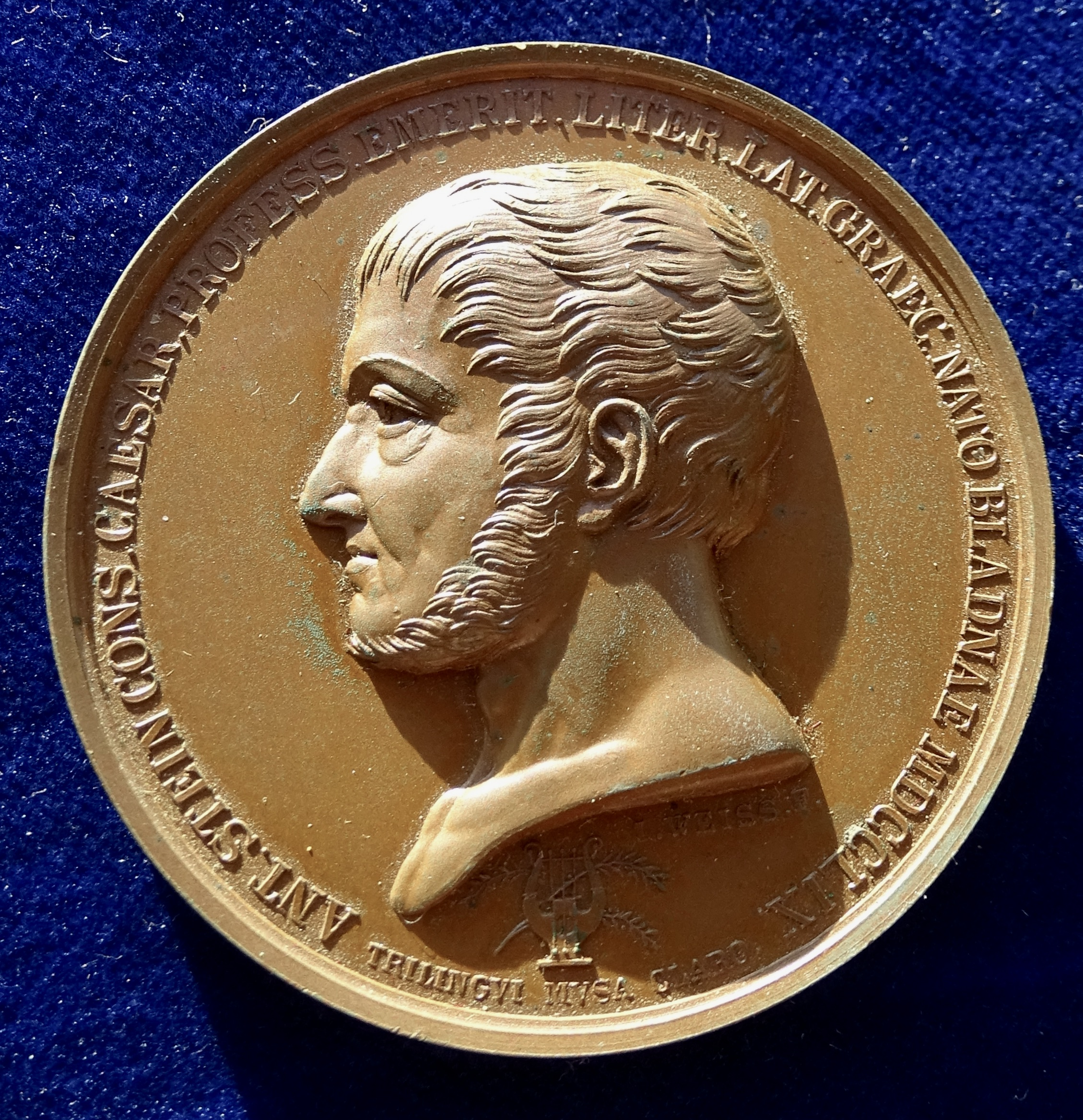
Universität Wien Sterbemedaille 1844 o. J., Vorderseite

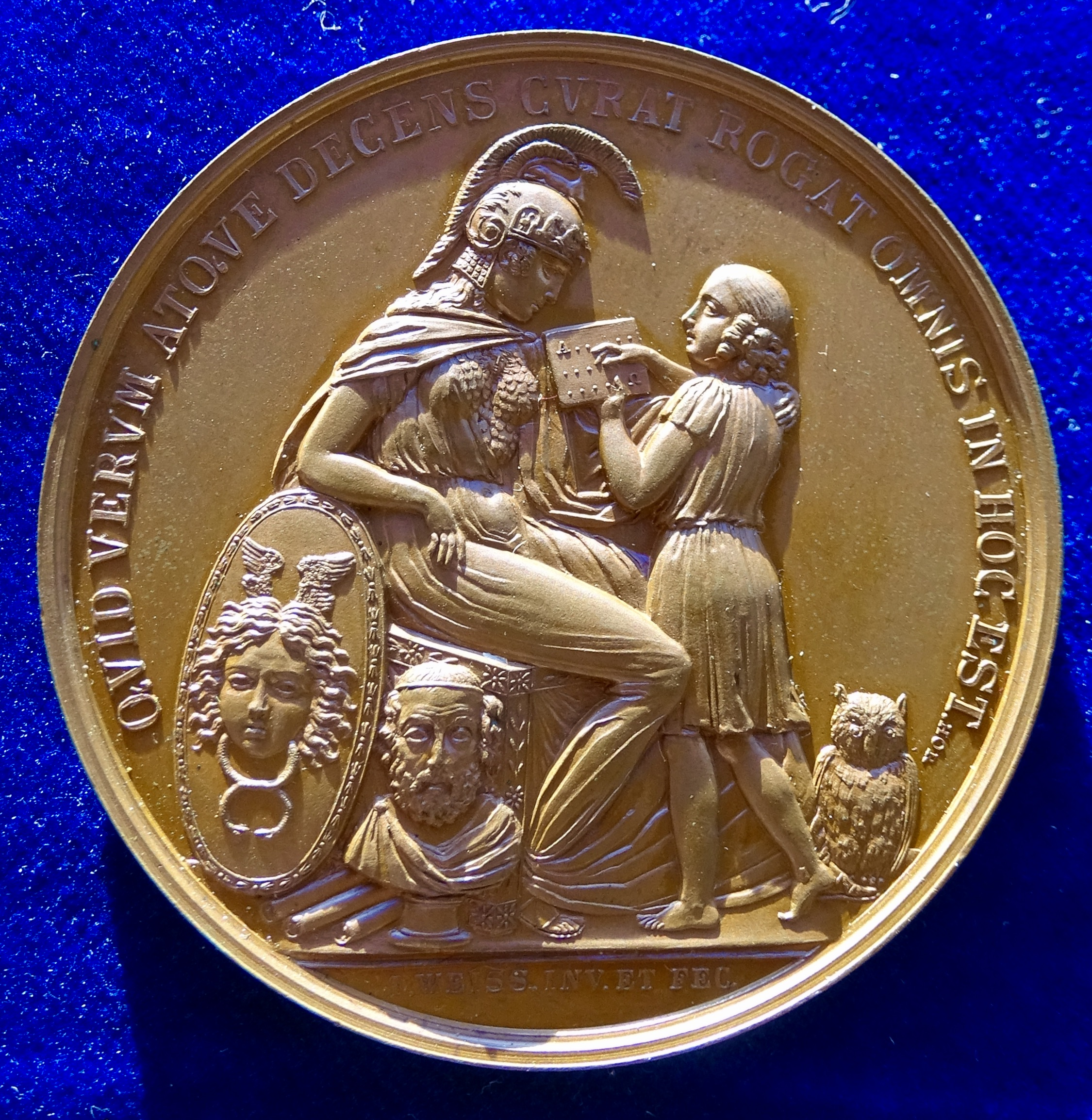
Auf der Rückseite dieser Medaille steht ein Student vor Pallas Athena

- Die Stadt Wien verlieh ihm die Salvator-Medaille, die als kommunale Auszeichnung seit Ende des 18. Jahrhunderts verliehen wurde.[6]
- Einer seiner Schüler, Ignaz Kron (1798–?), ließ seinem Lehrer auf dem Sankt Marxer Friedhof, wo Anton Joseph Stein begraben liegt, ein Denkmal setzen, das inzwischen bis zur Unkenntlichkeit verwittert ist.[7][8]
- Nach Anton Joseph Stein wurde die Wiener Steingasse benannt, in der auch der Maler Josef Engelhart seine Wohnung und sein Atelier hatte.[9]

## Werke
- Anton Joseph Stein; Theodor Georg von Karajan: Oesterreichische und turkische Kriegeslieder. Wien: Joseph Hraschanzky, 1788.
- Augusti Veith a Schnittlersberg Nemus Urbi Vindobonensi proximum vulgo Prater. Poema postumum. Edidit adjecta versione germana Anton Stein Philologiae Professor. Vindobonae 1811, Antonii Strauss.
- Anthologia epigrammatum latinorum recentioris aevi. Vindobonae 1816
- Amor capnophilus. Carmen nuper repertum nunc commentario philologico aestetico ethico illustratum eddidit Palladius Philocharis. Vindobonae, 1829.
- Deutsche, lateinische und griechische Gedichte von Anton Joseph Stein. Wien, Ueberreuter 1843.

In den Wiener Musikalmanachen der 1780er und 1790er Jahre und in Johann Schickhs „Modezeitung“ finden sich viele seiner Gedichte und Epigramme zerstreut.